# 花石镇 (湘潭县)
花石镇，是中华人民共和国湖南省湘潭市湘潭县下辖的一个乡镇级行政单位。最低海拔50.40米，最高海拔425.70米。镇域总面积为133.40平方公里，为西汉时期湘南县城所在地。湘莲产业是花石镇的传统支柱产业。
2015年11月19日，龙口乡、花石镇成建制合并设立花石镇，并将排头乡的桐梓、红卫、中加3个建制村成建制划归新设立的花石镇管辖。

## 行政区划
花石镇下辖以下地区：
花石社区、七星村、前进村、河头村、马垅村、超上村、罗汉村、长岭村、双溪村、金莲村、棋岭村、芙蓉村、新华村、铜锣村、水南村、紫荆村、中心村、北斗村、天马村、兴合村、石坝村、赵家营村、涓江村、盐埠村、金塘村、金丰村、盐浮村、永仁村、永丰村、园艺村、东晓村和润塘村。